# Grad Alnwick
Grad Alnwick (/ˈænɪk/ ⓘ) je grad in podeželski dvorec v Alnwicku v angleški grofiji Northumberland. Je sedež 12. vojvode Northumberlandskega, zgrajen po normanski osvojitvi ter večkrat prenovljen in predelan. To je stavba stopnje I, ki je zdaj dom Ralpha Percyja, 12. vojvode Northumberlandskega in njegove družine. Leta 2016 je grad prejel več kot 600.000 obiskovalcev na leto v kombinaciji s sosednjo atrakcijo Alnwick Garden.

## Zgodovina
Grad Alnwick varuje cesto, ki prečka reko Aln. Ivo de Vesci, baron iz Alnwicka, je okoli leta 1096 postavil prve dele gradu. Beatrix de Vesci, hči Yvesa de Vescyja, se je poročila s policistom Chestershira in Knaresborougha, Eustacejem fitzom Johnom. S poroko z Beatrix de Vesci je pridobil baroni Malton in Alnwick. Grad je bil prvič omenjen leta 1136, ko ga je zavzel kralj David I. Škotski Na tej točki je bil opisan kot 'zelo močan'. Leta 1172 in ponovno leta 1174 ga je oblegal Viljem Lev, škotski kralj; Viljema so ujeli zunaj obzidja med bitko pri Alnwicku. Eustace de Vesci, gospodar Alnwicka, je bil leta 1212 obtožen zarote z Robertom Fitzwalterjem proti kralju Johnu Balliolu. V odgovor je ta ukazal rušenje gradu Alnwick in Fitzwalterjeve trdnjave Baynardovega gradu, a njegovih navodil v Alnwicku niso izpolnili.
Grad je v poznem 11. stoletju ustanovil Ivo de Vesci, normanski plemič iz Vassyja, Calvados v Normandiji. Potomec Iva de Vescija, John de Vesci, je po očetovi smrti v Gaskonji leta 1253 nasledil naslove in posestva svojega očeta. Ti so vključevali baronijo Alnwick in veliko posest v Northumberlandu ter precejšnja posestva v Yorkshiru, vključno z Maltonom. Ker je bil Ivo mladoleten, je angleški kralj Henrik III. skrbništvo nad svojimi posestmi podelil tujemu sorodniku, kar je močno užalilo družino de Vesci. Družinsko premoženje in posestva so bila dana v skrbništvo Antoniju Beku, ki jih je prodal Percyjevim. Od tega časa je bilo premoženje Percyjevih, čeprav so še vedno imeli svoje jorkširske zemlje in naslove, trajno povezano z Alnwickom in njegovim gradom in je bilo od takrat v lasti družine Percy, grofov in kasneje vojvod Northumberlanda. Kamniti grad, ki ga je kupil Henry Percy, je bil skromen, in je takoj začel z obnovo. Čeprav ni dočakal njegovega dokončanja, je gradbeni program spremenil Alnwick v veliko trdnjavo ob anglo-škotski meji. Njegov sin, imenovan tudi Henry (1299–1352), je nadaljeval gradnjo. Iz tega obdobja so ohranjeni Opatov stolp, Srednja vrata in Konstableov stolp. Delo na gradu Alnwick je uravnotežilo vojaške potrebe z bivalnimi potrebami družine. Postavila je predlogo za prenovo gradov v 14. stoletju v severni Angliji; več palač-trdnjav, ki veljajo za »obsežne, razkošne [in] gledališke«, izvira iz tega obdobja v regiji, kot sta gradu Bamburgh in Raby. Leta 1345 so Percyjevi pridobili grad Warkworth, prav tako v Northumberlandu. Čeprav je Alnwick veljal za bolj prestižnega, je Warkworth postal najljubše prebivališče družine.
Družina Percy je bila močna gospoda v severni Angliji. Henry Percy, prvi grof Northumberlandski (1341–1408), se je uprl kralju Rihardu II. in ga pomagal zrušiti s prestola. Grof in njegov sin Harry Hotspur sta se pozneje uprla kralju Henriku IV. Po zmagi nad Hotspurjem v bitki pri Shrewsburyju je kralj zasledoval grofa. Leta 1403 se je grad pod grožnjo bombardiranja predal.
Med vojnami dveh rož so bili gradovi redko napadeni in konflikt je na splošno temeljil na bojih na terenu. Alnwick je bil eden od treh gradov, ki so jih imele lancastrske sile v letih 1461 in 1462, in po besedah vojaškega zgodovinarja D. J. Cathcarta Kinga je tam potekala »edina praktična obramba zasebnega gradu«. Do vdaje sredi septembra 1461 po bitki pri Towtonu je bil proti kralju Edvardu IV. Ponovno ga je zajel sir William Tailboys, pozimi pa ga je predal Hastingsu, siru Johnu Howardu in siru Ralphu Grayu iz Hetona konec julija 1462. Gray je bil imenovan za kapitana, vendar se je predal po ostrem obleganju zgodaj jeseni. Kralj Edvard se je odločno odzval in ko je novembra prispel grof Warwickov, sta bila kraljica Margareta in njen francoski svetovalec Pierre de Brézé prisiljena odpluti na Škotsko po pomoč. Organizirali so predvsem škotske enote za pomoč, ki so pod vodstvom Georgea Douglasa, 4. grofa Angusa in de Brézéja, krenile 22. novembra. Warwickova vojska, ki sta ji poveljevala izkušeni grof Kentski in nedavno pomiloščeni lord Scales, je preprečila, da bi novice prišle do sestradanih garnizij. Posledično sta se bližnja gradu Bamburgh in Dunstanburgh kmalu dogovorila in se predala, vendar sta Hungerford in Whittingham zadržala Alnwick, dokler ni bil Warwick prisiljen umakniti, ko sta 5. januarja 1463 prispela de Brézé in Angus.
Lancastrci so zamudili priložnost, da bi Warwicka spravili v bitko, namesto da bi se zadovoljili z upokojitvijo in za seboj pustili le simbolno silo, ki se je naslednji dan predala. Do maja 1463 je bil Alnwick že tretjič po Towtonu v rokah Lancastrov, izdal ga je Gray of Heton, ki je pretental poveljnika sira Johna Astleyja. Astley je bil zaprt in Hungerford je ponovno prevzel poveljevanje. Po Montagujevih zmagah pri Hedgeley Mooru in Hexhamu leta 1464 je Warwick 23. junija prispel pred Alnwick in naslednji dan prejel predajo. V naslednjem desetletju je 4. grof Northumberlandski obljubil zvestobo Edvardu IV. in grad je bil vrnjen Percyjem.
Po usmrtitvi Thomasa Percyja, 7. grofa Northumberlandskega, leta 1572 je bil grad Alnwick vedno bolj nenaseljen. Deveti grof Northumberlandski je leta 1594 za nadzornika postavil svojega daljnega bratranca, še enega Thomasa, toda dobro desetletje pozneje je bil Thomas ubit, ko je bežal iz Smodniške zarote, grof pa je bil zaprt v Londonskem Towru, kar se je začelo več kot stoletje brez pomembna prisotnost Percyjev v Alnwicku. Leta 1650 je Oliver Cromwell uporabil grad za namestitev ujetnikov po bitki pri Dunbarju.
V drugi polovici 18. stoletja je Robert Adam izvedel številne predelave, tako kot James Paine, Daniel Garrett in Capability Brown, vse po naročilu družine Percy, ki se je vračala. Elizabeth Seymour in Hugha Smithsona je leta 1766 Jurij III. britanski povzdignil v 1. vojvodo in vojvodinjo Northumberlanda, čigar obnovo na gradu Windsor je delno navdihnilo delo para v Alnwicku. Notranjost je bila večinoma v gotskem slogu Strawberry Hilla, ki sploh ni bil tipičen za Adamovo delo, ki je bilo običajno neoklasicistično, kot je videti v londonskem domu Northumberlandskih, Syon House.
Vendar pa je v 19. stoletju Algernon, 4. vojvoda Northumberlandski zamenjal večino Adamove arhitekture. Namesto tega je med letoma 1854 in 1865 plačal Anthonyju Salvinu 250.000 funtov za odstranitev gotskih dodatkov in drugih arhitekturnih del. Salvin je večinoma odgovoren za kuhinjo, stolp Prudhoe, palačo in postavitev notranjega predgradja. Nekatera Adamova dela so preživela, vendar le malo ali nič od njih ostalo v glavnih prostorih, ki so bili prikazani javnosti in jih je v viktorijanski dobi preuredil Luigi Canina v razkošnem italijanskem slogu.

## Trenutna uporaba
Sedanji vojvoda z družino živi v gradu, vendar zaseda le njegov del. Grad je vse poletje odprt za javnost. Za Windsorskim gradom je drugi največji naseljen grad v Angliji. Alnwick je deseta najbolj obiskana veličastna hiša v Angliji po podatkih Historic Houses Association, s 195.504 obiskovalci leta 2006. Ta številka se je v naslednjem desetletju močno povečala.
Med drugo svetovno vojno je bila cerkvena srednja šola Newcastle za dekleta evakuirana na grad Alnwick. Od vojne sta dele gradu še naprej uporabljali dve drugi izobraževalni ustanovi: od 1945 do 1977 kot Alnwick College of Education, šola za izobraževanje učiteljev; in od leta 1981 St. Cloud State University of Minnesota kot podružnični kampus, ki je del njihovega mednarodnega študijskega programa.
Posebne razstave so nastanjene v treh obodnih stolpih gradu. Postern Tower, poleg razstave o vojvodah Northumberlandskih in njihovem zanimanju za arheologijo, vključuje freske iz Pompejev, relikvije iz starega Egipta in rimsko-britanske predmete. Constable's Tower hrani vojaške razstave, kot je razstava Percy Tenantry Volunteers, lokalnih vojakov prostovoljcev, ki so bili vzgojeni za odganjanje Napoleonove načrtovane invazije v obdobju 1798–1814. V opatovem stolpu je Regimentni muzej kraljevih Northumberlandskih strelcev.
Povečano zanimanje javnosti za grad je povzročila njegova uporaba kot rezerva za zunanjost in notranjost Hogwartsa v filmih o Harryju Potterju. Njegovo pojavljanje v filmih je pomagalo oblikovati javno predstavo o tem, kako naj bi gradovi izgledali. Njegovo stanje je v nasprotju z veliko večino gradov v državi, ki so propadli in neprimerni za bivanje.

## Gradnja
Reka Aln teče mimo severne strani gradu. Na jugu in vzhodu je globoka grapa, ki ločuje grad od mesta. Do 12. stoletja je grad Alnwick prevzel splošno postavitev, ki jo ohranja še danes. Znan je kot eden najzgodnejših gradov v Angliji, ki je bil zgrajen brez kvadratnega stolpa. Grad sestavljata dva glavna obroča stavb. Notranji obroč je postavljen okoli majhnega dvorišča in vsebuje glavne prostore. Ta struktura je v središču velikega obzidja. Ker osrednji blok ni bil dovolj velik, da bi vseboval vse bivališča, ki so bila potrebna v kasnejših stoletjih, je bilo vzdolž južne stene obzidja zgrajenih veliko stavb. Ti dve glavni področji nastanitve sta povezani s povezovalno stavbo. Vzdolž obzidja zunanjega oboda so stolpi v enakomernih razmakih. Približno šestina obzidja je bila zmanjšana skoraj do tal na strani oboda, da se odprejo pogledi v park. Hlev in servisna dvorišča mejijo na grad zunaj oboda; teh ne bi bilo, ko bi imel grad še vojaško funkcijo.
Grad Alnwick ima dva parka. Takoj severno od gradu je razmeroma majhen park, ki prečka reko Aln, ki sta ga uredila Lancelot Brown ("Capability Brown") in Thomas Call v 18. stoletju; lokalno je znan kot Pašniki. V bližini je veliko večji park Hulne, v katerem so ostanki samostana Hulne.
Grad je v dobrem stanju in se uporablja za številne namene. Zagotavlja dom za sedanjega vojvodo in družino ter pisarne za Northumberland Estates, ki upravlja vojvodovo ekstenzivno kmetijstvo in posest.
Alnwickova obzidja prekrivajo izklesane figure. Nekateri od teh izvirajo iz okoli leta 1300; zgodovinar Matthew Johnson ugotavlja, da je bilo približno v tem času v severni Angliji več podobno okrašenih gradov, kot so Bothal, Lumley in Raby. Vendar pa je veliko ohranjenih figur iz sredine 18. stoletja, ki sta jih 1. vojvoda in vojvodinja naročila stamfordhamskemu kiparju Jamesu Johnsonu.

## Park Alnwick
V bližini gradu je Jane Percy, vojvodinja Northumberlandska, dala pobudo za ustanovitev vrta Alnwick, uradnega vrta okoli kaskadnega vodnjaka. Stal je 42 milijonov funtov (sporočilo za javnost 7. avgusta 2003). Vrt pripada dobrodelnemu skladu, ki je ločen od Northumberland Estates, vendar je vojvoda Northumberlandski podaril 17 ha zemljišče in 9 milijonov funtov. Vrt sta oblikovala Jacques Wirtz in Peter Wirtz iz Wirtz International s sedežem v Schotenu v Belgiji. Prva faza razvoja, ki se je začela oktobra 2001, je vključevala postavitev fontane in začetno zasaditev vrtov. Leta 2004 je bil odprt velik 560 m² kompleks 'hišk na drevesu', vključno s kavarno. Velja za eno največjih drevesnih hišic na svetu.
Februarja 2005 je bil dodan vrt za zastrupitve, kjer rastejo rastline, kot sta konoplja in opijski mak. Maja 2006 je bil odprt paviljon in center za obiskovalce, ki sta ga zasnovala Sir Michael Hopkins in Buro Happold, ki lahko sprejme do 1000 ljudi.